# Нгобе, Думиса
Винсент Думиса Нгобе (англ. Vincent Dumisa Ngobe; 5 марта 1973, Витбанк, Мпумаланга, ЮАР) — южноафриканский футболист, полузащитник. В настоящее время работает руководителем отдела развития в клубе «Мпумаланга Блэк Эйсиз».

## Клубная карьера
Нгобе начал свою футбольную карьеру в «Кайзер Чифс», за который в 1996 году дебютировал в Премьер-лиге ЮАР. После перешёл в «Орландо Пайретс». В 1999 году Нгобе перебрался в Турцию в клуб «Генчлербирлиги». 7 августа 1999 года он дебютировал за клуб в домашнем матче против «Бешикташа». В начале 2000 года ушёл в другой клуб из Анкары «Анкарагюджю». 20 февраля 2000 года Нгобе дебютировал за клуб в матче против «Антальяспора». Он играл в Турции до конца сезона 2000/2001.
Летом 2001 года Нгобе вернулся в Южную Африку в «Орландо Пайретс». После года игр за «пиратов» он перешёл в «Сити Шаркс Йоханнесбург». Потом он менял клуб каждые полгода. Осенью 2003 года он играл за турецкий «Себатспор», весной 2004 года — за «Морока Свэллоуз», а осенью 2004 года — за «Авендейл Атлетико». Весной 2005 года он был игроком «Марицбург Юнайтед». В 2006 году он переехал во Вьетнам и выступал там за «Хоангань Зялай». С 2006 по 2008 года он играл за малайзийский «Сабах». В 2008 году вернулся в ЮАР в клуб «Витс Юниверсити», в котором завершил карьеру.

## Международная карьера
За сборную ЮАР дебютировал в 1996 году. Он принимал участие в Кубке конфедераций 1997, Кубке африканских наций 1998 и 2000, а также был в заявке на летних Олимпийских играх 2000 года. Всего Нгобе сыграл 32 матча и забил 2 мяча за сборную ЮАР.